# Chouppes
Chouppes település Franciaországban, Vienne megyében. Lakosainak száma 801 fő (2022. január 1.). Chouppes Amberre, Coussay, Cuhon, Doussay, Mazeuil, Mirebeau, Saint-Jean-de-Sauves, Thurageau és Verrue községekkel határos.

## Népesség
A település népességének változása:
| Lakosok száma | 761  | 754  | 766  | 750  | 754  | 750  | 766  | 783  | 801  |
|               | 2013 | 2015 | 2016 | 2017 | 2018 | 2019 | 2020 | 2021 | 2022 |